# 立化寺塔
立化寺塔，位于中国河北省张家口市宣化区城内西南隅豆腐市街（原塔儿街）南侧，已列为省级文物保护单位。

## 历史
立化寺由日本佛教日莲宗僧人、“立化祖师”日持（1250-1304）始建于元大德五年（1301年），清道光二十二年重修。

## 建筑
现仅存立化寺塔，为楼阁式砖塔，五级八面，高14米。

## 保护
2008年10月23日，立化寺塔由河北省人民政府公布为河北省第五批文物保护单位，类型为古建筑，编号V-3-14。